# Marathon van Zürich 2011

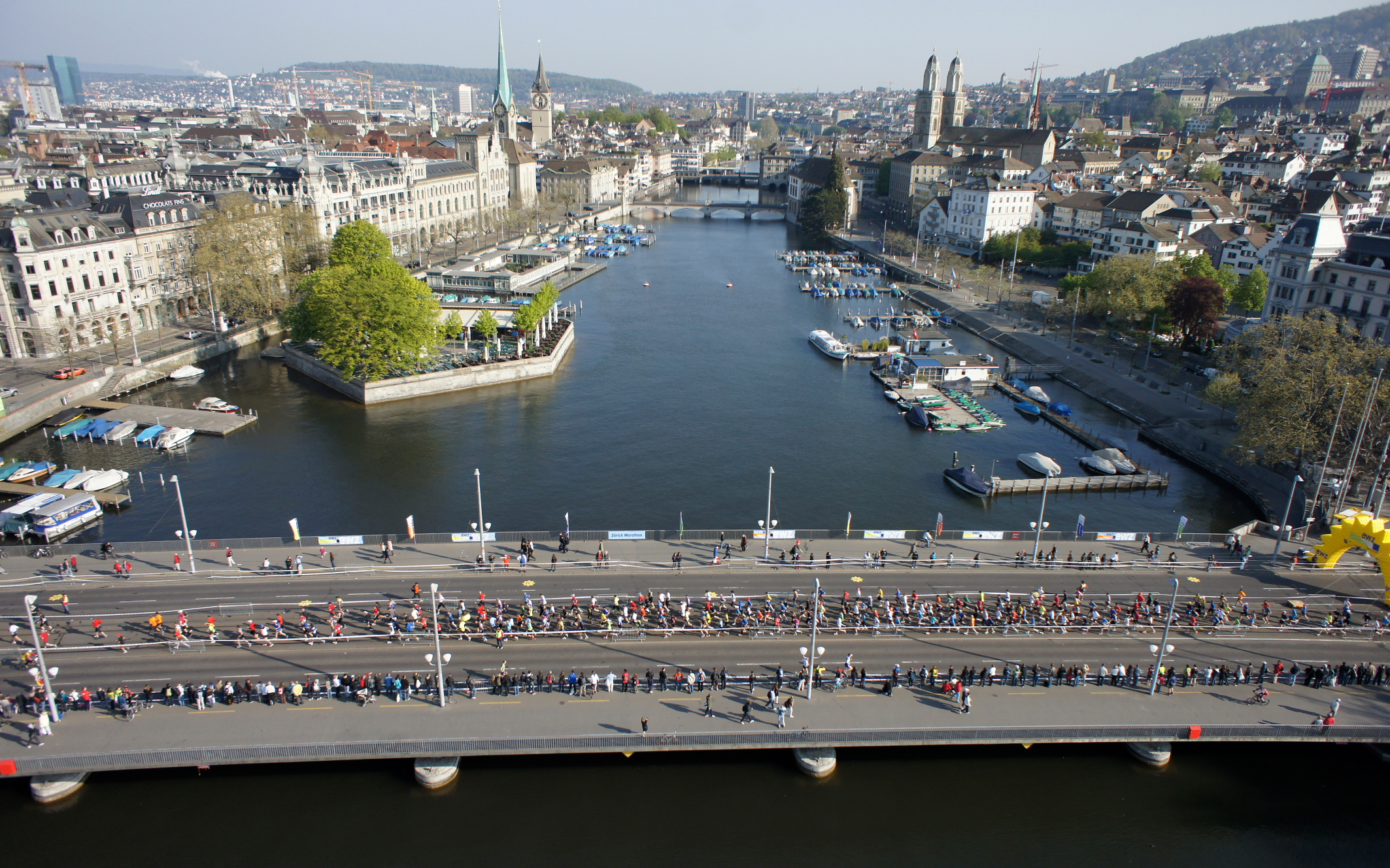
Luchtfoto tijdens de wedstrijd.

De marathon van Zürich 2011 vond plaats op zondag 17 april 2011. Het was de 9e editie van deze wedstrijd.
Startpunt was dit jaar de Mythenquai, nabij Port Enge. Het parcours volgde tweemaal een ronde door het centrum en finishte vervolgens op de Mythenquai. Onderweg ging de marathon langs het Meer van Zürich, de oude stad en de belangrijke toeristische trekpleisters.
Bij de mannen ging de overwinning naar de Keniaan John Kyui in 2:10.00. Hij was hiermee bijna twee minuten langzamer dan het parcoursrecord van 2:08.19 dat sinds 2007 op naam staat van Viktor Röthlin. De Oekraïense Svetlana Stanko ging als eerste vrouw over de meet in 2:33.25.
Er finishten 3310 atleten waarvan 622 vrouwen.

## Uitslagen

### Mannen
| rang   | naam                     | land | tijd    |
| ------ | ------------------------ | ---- | ------- |
| Goud   | John Kyui                | KEN  | 2:10.00 |
| Zilver | Aleksej Sokolov          | RUS  | 2:10.23 |
| Brons  | Abraham Kiprotich Tandoi | KEN  | 2:11.00 |
| 4      | Daniel Kiptum            | KEN  | 2:11.32 |
| 5      | Aleksey A. Sokolov       | RUS  | 2:11.53 |
| 6      | David Langat             | KEN  | 2:13.39 |
| 7      | Vladimir Ponomarev       | RUS  | 2:16.00 |
| 8      | Mohamednur Hamd          | SUI  | 2:19.46 |
| 9      | Stanley Leleito          | KEN  | 2:20.03 |
| 10     | Arçay Tarcis             | SUI  | 2:20.03 |

### Vrouwen
| rang   | naam                 | land | tijd    |
| ------ | -------------------- | ---- | ------- |
| Goud   | Svetlana Stanko      | UKR  | 2:33.25 |
| Zilver | Patricia Morceli     | SUI  | 2:37.28 |
| Brons  | Salome Biwott        | KEN  | 2:39.02 |
| 4      | Marco Di Magali      | SUI  | 2:42.57 |
| 5      | Immaculaite Chemutai | KEN  | 2:46.04 |
| 6      | Maja Meneghin        | SUI  | 2:46.08 |
| 7      | Addis Gezhague       | ETH  | 2:52.04 |
| 8      | Nicole Lohri         | SUI  | 2:52.32 |
| 9      | Tanja Amiet          | SUI  | 2:53.09 |
| 10     | Rachel Berthold      | SUI  | 2:53.43 |

2003 ·
2004 ·
2005 ·
2006 ·
2007 ·
2008 ·
2009 ·
2010 ·
2011 ·
2012 ·
2013 ·
2014 ·
2015 ·
2016 ·
2017